# 头孢唑林
頭孢唑林 (也可拼寫為cephazolin，或是cefazoline)，是種第一代頭孢菌素類抗生素，用於治療多種病原細菌感染。特別是它可用於治療蜂窩性組織炎、泌尿道感染、肺炎、感染性心內膜炎、敗血性關節炎和急性膽管炎。它也在分娩前後和手術前使用，以預防B型鏈球菌感染。此藥物通常透過肌肉注射或是靜脈注射方式給藥。
使用此藥物常見的副作用有腹瀉、嘔吐、念珠菌感染和過敏反應。過往它被認為對青黴素會過敏的患者應該禁用，而最近的幾項研究將此觀點推翻，且證明此藥物幾乎對所有患者均無安全問題（也包括對青黴素過敏的患者）。個體在懷孕期間使用對於胎兒，和母乳哺育期間使用對於嬰兒相對屬於安全。頭孢唑啉屬於第一代頭孢菌素藥物，透過干擾細菌的細胞壁形成而發揮作用。
頭孢唑啉於1967年取得專利，並於1971年投入醫療用途。它已被列入世界衛生組織基本藥物標準清單之中。市面上已有通用名藥物販售。

## 醫療用途
頭孢唑啉可用於多種透過抗生素治療的細菌感染。適用的感染有：
- 呼吸道感染
- 泌尿道感染
- 皮膚感染
- 膽管感染
- 骨骼和關節感染
- 生殖器感染
- 血液感染（敗血症）
- 感染性心內膜炎

它也可在圍術期使用，以預防術後感染，且通常是手術前使用，以預防感染的首選藥物。
頭孢唑林無法進入中樞神經系統，因此無法用於治療腦膜炎。
頭孢唑林已被證明可有效治療甲氧西林敏感金黃色葡萄球菌（MSSA）感染，但對耐甲氧西林金黃色葡萄球菌（MRSA）感染的治療無效。在許多葡萄球菌感染（例如菌血症）的情況，對青黴素過敏的患者可改用頭孢唑林。然而，對青黴素過敏的患者使用頭孢唑林和其他頭孢菌素仍有可能發生反應。黴漿菌屬和衣原體屬等多種細菌對頭孢唑啉具有抗藥性，在此情況下，使用較新世代的頭孢菌素可能會更有效。頭孢唑林不能對抗腸球菌、厭氧菌或非典型細菌等。

### 抗菌能力
此藥物為第一代頭孢菌素類抗生素，包含頭孢唑啉在內的第一代抗生素對革蘭氏陽性菌和部分革蘭氏陰性菌均有高度活性。此類藥物的較強活性可歸因於第一代頭孢菌素類抗生素比青黴素更不容易被細菌產生的β-内酰胺酶分解。

### 抗菌活性範圍
革蘭氏陽性需氧菌：
- 金黃色葡萄球菌（包括產生β-內醯胺酶的菌株）
- 表皮葡萄球菌（英语：Staphylococcus epidermidis）
- 化膿性鏈球菌、B群鏈球菌（英语：Streptococcus agalactiae）（無乳鏈球菌）、肺炎鏈球菌和其他鏈球菌菌株

革蘭氏陰性需氧菌：
- 大腸桿菌
- 奇異變形桿菌（英语：Proteus mirabilis）
- 肺炎克雷伯氏菌

### 無法作用
頭孢唑林無法作用的菌類有：
- 耐甲氧西林金黃色葡萄球菌
- 腸球菌
- 大多數吲哚陽性奇異變形桿菌（普通變形桿菌（英语：Proteus vulgaris））菌株
- 腸桿菌屬
- 摩根變形桿菌（英语：Morganella morganii）
- 雷氏普羅威登斯菌（英语：Providencia rettgeri）
- 沙雷氏菌屬
- 假單胞菌屬
- 李斯特氏菌屬

## 特殊群體

### 懷孕
頭孢唑林屬於妊娠B類，顯示個體於懷孕期間使用一般均屬安全。進行母乳哺育時應謹慎，因為會有少量頭孢唑林進入乳汁中。頭孢唑林可預防圍產期B群鏈球菌（GBS）感染。雖然青黴素和氨苄西林是預防GBS的標準藥物，但對青黴素過敏，而無過敏性休克史的女性可改用頭孢唑林。由於這類抗生素間的結構相似，雖然發生過敏反應的可能性很小，仍須密切監測。

### 新生兒
用於早產兒和新生兒的安全性和有效性尚未確定。

### 老人
在比較老年和年輕受試者的臨床試驗中，尚未發現有安全性或有效性的整體差異，但此類試驗無法消除某些老年人可能對此藥物會有更高敏感性的可能。

### 其他注意事項
患有腎臟疾病和進行血液透析的個體可能需調整劑量。頭孢唑林在體內的濃度並不受肝臟疾病的顯著影響。
頭孢唑林與別的抗生素一樣，可能會與個體同時服用的其他藥物（如丙磺舒）產生交互作用。

## 副作用
使用頭孢唑啉會產生的副作用有：
- 常見（1-10%）：腹瀉、腹痛或胃部不適、嘔吐和皮疹。
- 罕見（<1%）：頭暈、頭痛、疲勞、發癢、短暫性肝炎。[13]

對青黴素過敏的患者可能會對頭孢唑啉和其他頭孢菌素產生反應。使用此藥物三個月內如出現水樣便和/或血便的個體應立即與醫生聯繫，進行諮詢。
頭孢唑啉的化學結構與其他幾種頭孢菌素一樣，含有N-甲基硫二唑（NMTD或1-MTD）側鏈。當抗生素在體內分解時，會釋放遊離NMTD，而可能導致原發性凝血因子二缺乏症（可能是由於維生素K環氧化物還原酶受抑制的結果），而發生類似於服用二硫龍後飲酒，由於醛類脫氫酶受到抑制而產生的不適反應。對青黴素過敏的人可能會對頭孢唑啉產生交叉敏感。

## 作用機轉
頭孢唑林透過結合青黴素結合蛋白（PBP）來抑制細菌細胞壁肽聚醣層的合成（肽聚醣前體中的D-丙氨酸遭到去除）而發揮作用。青黴素結合蛋白是一種細菌蛋白，有助於催化肽聚醣合成的最後階段，為細菌維持細胞壁所必需。缺乏肽聚醣層合成會引起細胞壁不斷分解而導致細菌死亡。頭孢唑林具有殺菌作用，表示它可殺死細菌，而非抑制細菌生長。

## 成本
頭孢唑啉的價格相對較為便宜。

### 商品名稱
此藥物最初由葛蘭素史克藥業以商品名Nostof銷售。
藥物的其他商品名稱有：Cefacidal、Cefamezin、Cefrina、Elzogram、Faxilen、Gramaxin、Kefol、Kefzol、Kefzolan、Kezolin、Novaporin、Reflin、Zinol和Zolicef。

## 外部連結
- MedlinePlus Drug Information: Cefazolin Sodium Injection. （页面存档备份，存于）